# Fred Etcher
Fred Etcher (né le 23 août 1932 à Oshawa et mort le 25 novembre 2011 à London (Ontario)) est un joueur canadien de hockey sur glace. Lors des Jeux olympiques d'hiver de 1960, il remporte la médaille d'argent.

## Palmarès
- Médaille d'argent aux Jeux olympiques de Squaw Valley en 1960